# Rob Jetten
Rob Arnoldus Adrianus Jetten (pronunciación en neerlandés: /rɔp ɑrˈnɔldʏs aːdriˈaːnʏs ˈjɛtə(n)/; nacido el 25 de marzo de 1987) es un político neerlandés, quien sirvió como el líder parlamentario de los Demócratas 66 (D66) en la Cámara de Representantes de 9 de octubre de 2018 a 18 de marzo de 2021.

## Biografía

### Educación y primeros años
Jetten creció en Uden, Brabante Septentrional y posteriormente estudió administración pública en la Universidad Radboud de Nimega. Después de un periodo como aprendiz de administración en la autoridad de ferrocarril holandesa ProRail, continuó trabajando allí como asesor y como director de suministro regional de Holanda noreste.

### Carrera política
Jetten empezó su carrera política como consejero político para el partido D66  en el Senado de los Estados Generales de los Países Bajos y como el presidente de los Young Democrats ( juventud demócrata). Además, entre 2010 y 2017,  fue miembro del consejo municipal de Nimega. En las elecciones generales holandesas de 2017,  fue elegido miembro de la Cámara de Representantes. Jetten entonces se convirtió en el portavoz de su partido para clima, energía y gas, ferrocarriles, renovación democrática y asuntos económicos.
El 9 de octubre de 2018, Jetten fue elegido como el nuevo dirigente parlamentario de D66 en la Cámara de Representantes, sucediendo a Alexander Pechtold. Esto no automáticamente le hace el nuevo dirigente general del partido, pero finalmente era elegido como tal en las elecciones internas de D66 en 2020. A sus 31 años, Jetten se convertía en el dirigente parlamentario más joven de la historia del D66. Después de su elección, Jetten afrontó críticas en medios de comunicación holandeses debido a su juventud relativa para el cargo.